# Дюран-Бальен, Сиксто
Сиксто Альфонсо Дюран-Бальен Кордовес (исп. Sixto Alfonso Durán-Ballén Cordovez; 14 июля 1921, Бостон, Массачусетс, США — 15 ноября 2016, Кито, Эквадор) — эквадорский государственный и политический деятель, президент Эквадора (1992—1996).

## Карьера
Родился в Бостоне в семье эквадорского дипломата. 
Изучал архитектуру в Институте Стивенса, в 1945 году окончил Колумбийский университет в Нью-Йорке по специальности «архитектура»; в 1949 году разработал проект восстановления пострадавшего от землетрясения эквадорского города Амбато. С 1951 по 1956 год занимал пост декана архитектурного факультета Центрального университета Кито.
В 1956 году был назначен министром общественных работ Эквадора. В 1960 году стал одним из основателей Социал-христианской партии, в 1960-е годы работал в отделении Межамериканского банка развития в Вашингтоне. С 1970 по 1978 год был мэром столицы Эквадора, Кито, в этой должности инициировал и руководил множеством строительных проектов. В 1979 и 1988 годах неудачно баллотировался на выборах президента страны, в 1984 году был избран депутатом парламента. В 1991 году стал одним из основателей Объединённой республиканской партии.
Одержав победу на президентских выборах в 1992 году, в возрасте 70 лет, он стал самым пожилым главой государства в истории Эквадора. Его правление ознаменовалось жёсткими экономическими реформами: была инициирована программа приватизации в стратегических секторах, таких как телекоммуникации, углеводороды и производство электроэнергии. В этих целях при поддержке Международного валютного фонда он создал комплексную программу стабилизации с принятием целого ряда законов с целью реформирования финансового сектора, энергетического сектора и сельскохозяйственного сектора. Преобразования начались с принятия «Закона о модернизации» в качестве правовой основы для приватизации и создания Национального совета по модернизации государства в качестве исполнителя этого закона, также были внесены необходимые для реформ изменения в Конституцию. В соответствии с так называемым Вашингтонским консенсусом был введён ряд экономических мер, которые включали политику структурной перестройки, структурные реформы государственного управления, приватизацию государственных компаний, либерализацию торговли, широкие правовые гарантии для иностранных инвестиций. Также произошло значительное увеличение кредитной линии Всемирного банка, только в одном 1995 году было выделено четыре займа на общую сумму 312 миллионов долларов, которые координировались по программе «Сокращение бедности и управление экономикой». В результате удалось значительно снизить темпы инфляции, увеличить валютные резервы, улучшить положение индейских племён и создать Социальный фонд, из которого выделялась финансовая помощь сотням мелких бедных общин; при нём также были созданы министерство по охране окружающей среды и министерство по делам индейцев. В то же время ряд аналитиков сходятся во мнении, что все эти действия, выполненные в соответствии с экономическим планом Дуран-Бальена способствовал дефолту Эквадора по внешним долгам (1999), когда обязательства страны достигли суммы в 16,4 миллиарда долларов.
С точки зрения защиты прав человека были осуждены сотрудники полиции по так называемому делу «Рестрепо», когда в 1988 году во время президентства Леона Фебре-Кордеро по вине полиции погибли двое подростков колумбийского происхождения. 
В период его правления произошёл вооружённый конфликт между Эквадором и Перу, получивший название война Альто-Сенепа, во время которой он отдал приказ «ни шагу назад», однако коррупционные скандалы, связанные с именами членов правительства и семьи президента, а также импичмент вице-президента Альберто Дахика, уличённого в злоупотреблениях государственными средствами, снизили его популярность в обществе. Другим примером коррупции стал так называемый скнадал «Flores y Miel», когда внучка президента и её муж получили кредит в размере почти одного миллиона долларов от Национальной финансовой корпорации (CFN) для компании под названием «Flores y Miel», что в конечном итоге привело к обману сотен ее клиентов. Когда афера раскрылась, внучка президента и её муж бежали из страны на рейсе президентского самолета.
После истечения президентского срока был избран в парламент в 1998 году, а с 2001 по 2003 год являлся послом Эквадора в Великобритании. В 2005 году опубликовал воспоминания. В 2006 году безуспешно баллотировался в Андский парламент от Христианско-демократического союза.
Был известен как увлечённый коллекционер записей классической музыки.

### Смерть
Умер во сне в своём доме на севере Кито в ночь на 15 ноября 2016 года от естественных причин в возрасте 95 лет. У него остались жена Жозефина и их восемь детей.
Его государственные похороны состоялись на следующий день, 16 ноября, в мэрии Кито. Позже его похоронная процессия завершилась религиозной службой в кафедральном соборе Кито. Действующий президент Рафаэль Корреа не присутствовал на похоронах, но объявил трёхдневный национальный траур. Присутствовали также бывший президент Густаво Нобоа и первый вице-президент «Баллена» Альберто Дахик. Позже его останки были захоронены в склепе церкви Санта-Тересита в Кито.